# 横川町 (郡山市)
横川町（よこかわまち）は、福島県郡山市の大字である。郵便番号は963-0665。

## 地理
郡山市役所本庁所管の行政区である旧郡山地区に属する。北で安原町、あぶくま台、東で蒲倉町、南で大平町、南西で上野山、西で横塚とそれぞれ隣接する。概ね市町村制施行以前の田村郡横川村の流れを汲む地域である。市内東部の一級水系阿武隈川水系大滝根川右岸最下流域の一角を主な範囲とする。川沿いの低地に田畑が広がり、その東側の山裾を南北に貫く福島県道73号二本松金屋線に沿う字横川を中心に集落が位置する。域内東側は丘陵地であり、山林が広がる。芳賀に所在する郡山警察署芳賀交番、および堂前町に所在する郡山消防署本署がそれぞれ管轄にあたる。

### 河川・湖沼
一級水系阿武隈川水系
- 阿武隈川
  - 大滝根川

### 主な字
字
- 前
- 横川
- 二斗蒔
- 大谷地
- 遠後

## 歴史
- 1879年1月27日 -福島県内における郡区町村制の施行により、旧守山藩領横川村が田村郡の村となる。
- 1889年4月1日 - 町村制の施行により横川村が周辺11村と合併し田村郡巌江村が発足する。旧横川村域は巌江村の大字となる。
- 1955年11月15日 - 大字白岩、下白岩、阿久津、安原、および上舞木の一部（現在の郡山市舞木町）と共に三春町から郡山市に分離、編入され、郡山市の大字となる。

## 世帯数と人口
2024年1月1日現在の世帯数と人口は以下の通りである。
| 大字   | 世帯数 | 人口  |
| ------ | ------ | ----- |
| 横川町 | 64世帯 | 110人 |

## 小・中学校の学区
市立小・中学校に通う場合、学区は以下の通りとなる。
| 番地 | 小学校             | 中学校                 |
| ---- | ------------------ | ---------------------- |
| 全域 | 郡山市立東芳小学校 | 郡山市立郡山第四中学校 |

## 交通

### 道路
- 福島県道73号二本松金屋線
  - 横川橋

一般市道蒲倉横川線

## 施設等
- 郡山市立美術館（駐車場の一部）
- 風土記の丘公園
- 間所内館跡
- 菅布祢神社